# Snooker
Snooker je sport preciznosti u kojem se igra odvija na stolu oblika pravokutnika prekrivenim zelenom podlogom. Mjere stola su, izražene u SI sustavu, 3.66x1.83m, a rupe se nalaze u sva četiri kuta stola, dok su još dvije smještene u sredini stola, svaka s jedne strane. Za natjecateljsku igru potrebna su dva (pojedinačno natjecanje) ili četiri igrača (parovi), štap, bijela kugla (cueball), petnaest crvenih kugli (svaka vrijedi jedan bod) i šest boja čija je vrijednost od 2 do 7, ovisno koja je kugla ubačena. Igrač (ili momčad) osvaja frame nakon što postigne veći broj bodova od suparnika koristeći isključivo vrh štapa sa svrhom ubacivanja crvenih i ostalih kugli po unaprijed određenim pravilima. Svaki dvoboj (meč, match) sastoji se od unaprijed dogovorenoga broja frameova, a pobjeđuje igrač ili momčad s većim brojem osvojenih frameova.
Igra je iznimno popularna u mnogim državama engleskoga govornoga područja, državama Commonwealtha i Dalekoga istoka (ponajviše u Kini). Najbolji profesionalni igrači tijekom karijere zarade višemilijunske iznose izražene u britanskim funtama samo od nagradnih fondova na turnirima.

## Povijest
Povijest i porijeklo igre veže se za drugu polovicu 19. stoljeća. Biljar kakav se i danas igra diljem svijeta bio je iznimno popularan u to vrijeme među britanskim vojnicima u Indiji, a časnici su 1874. godine u Jabalpuru došli na ideju dodavanja obojanih kugli. Porijeklo izraza "snooker" također se veže uz vojsku jer se upravo taj izraz koristio za kadete na prvoj godini ili neiskusno osoblje. Općeprihvaćen je podatak da je Sir Neville Chamberlain nazvao mladoga vojnika snookerom nakon što je potonji promašio kuglu za vrijeme igranja snookera (koji tada još nije imao ime) protiv Chamberlaina. Tako je snooker postao sinonim za novu igru, a ustvari označava neiskusnoga igrača.
Popularnost igre porasla je u zadnjim godinama devetnaestoga te početkom dvadesetoga stoljeća, a 1927. godine održano je i prvo Svjetsko prvenstvo u snookeru. Organizator je bio Joe Davis, profesionalni igrač engleskoga biljara i snookera, a ujedno je zaslužan za prijelaz sportova preciznosti iz zabave u profesionalnu eru. Joe je osvojio svako svjetsko prvenstvo od prvoga izdanja 1927. do 1946. Snooker je nedugo poslije Drugoga svjetskoga rata doživio pad popularnosti, što traje sve do 1969. godine kada BBC odlučuje prikazati turnir Pot Black uživo na televiziji u želji da prikaže čitavoj Europi mogućnosti televizije u boji. Upravo je zeleni stol u kombinaciji s mnogobrojnim različito obojanim kuglama bio idealna prilika za takvo što. Začudo, turnir je za vrijeme prikazivanja uživo bio pri vrhu gledanosti iza nekoliko televizijskih serija.
Snooker je doživio ponovni procvat sedamdesetih godina što je kulminiralo prenošenjem svih dvoboja uživo za vrijeme Svjetskoga prvenstva 1978. godine. Već godinu prije, 1977., osmislio se novi način osvjetljenja koji je omogućio gledateljima na televiziji da vide igrače, a da oni nisu zaklonjeni u mraku. Dolaskom brojnih novih profesionalaca, snooker postaje iznimno popularan, a od devedesetih godina igra se proširuje izvan Ujedinjenoga Kraljevstva na čitavu Europu i Daleki istok. Novi talenti su pronađeni, a od onih izvan Europe najpoznatiji su Ding Junhui iz Kine te James Wattana iz Tajlanda. Igra je pretrpjela gubitak nekoliko profesionalnih natjecanja zbog zabrane reklamiranja duhanskih proizvoda, no novi bogati sponzori ubrzo su pronađeni što osigurava svijetlu budućnost sporta.

## Igra
Cilj igre je postići više bodova od protivnika poštujući pravilima određen redoslijed ubacivanja kugli. Na početku svakoga framea kugle su postavljene na način prikazan na gornjoj slici, a igrači igraju naizmjenično dok neki od igrača ubaci crvenu kuglu i postigne jedan bod (dozvoljeno je ubacivanje neograničenoga broja crvenih kugli od kojih svaka ubačena vrijedi jedan bod). Nakon uspješno ubačene crvene kugle, isti igrač nastavlja s igrom pokušavajući ubaciti neku od boja (colours), od kojih svaka vrijedi različit broj bodova (žuta vrijedi 2 boda, zelena 3, smeđa 4, plava 5, roza 6, a crna 7). Ako je i colour uspješno ubačen igrač dobiva onoliko bodova koliko uspješno ubačeni colour bodovno vrijedi. Nakon što se colour ubaci u rupu, sudac ju vraća na svoje mjesto ako na stolu ima neubačenih crvenih kugli. Ako su sve crvene ubačene, boje ostaju u rupi (izuzetak je zadnja ubačena crvena i eventualno potom ubačena boja koja se vraća na svoje mjesto).
Nakon ubačenoga coloura, igrač nastavlja s igrom nastojeći ubaciti crvenu kuglu, a ako je ubaci nastavlja nastojeći ubaciti colour i tim redoslijedom nastavlja. Kada igrač ne ubaci nominiranu kuglu ili napravi prekršaj (faul, foul), igru nastavlja njegov protivnik koji ponavlja isti proces. Igra se nastavlja na isti način dok na stolu ostanu samo boje (colours); tada igrači ubacuju kugle po vrijednosnom redoslijedu, počevši od žute (koja vrijedi 2 boda) završivši s crnom kuglom (koja vrijedi 7 bodova). Kada se posljednja kugla ubaci, frame je gotov, a pobjednik je igrač s većim brojem bodova u tom frameu. Igraču je dozvoljeno predati frame ako je na stolu dostupno manje bodova od vlastitog zaostatka za suparnikom; ako odluči predati pri rezultatu u kojem je suparnik dostižan bez prisiljavanja na prekršaj, sudac je obvezan dodijeliti mu upozorenje, a za ponavljanje istog djela kaznit će ga oduzimanjem framea.
Igrači neće svaki put pokušati ubaciti kuglu; radije će odigrati sigurno (safety shot, safety play, safety) i nastojati zadati suparniku problem te se nadati pogrešci suparnika iz koje će nastati znatno povoljnija prilika za početak ubacivanja. Najbolji safety je onaj u kojemu igrač sakrije kuglu koju protivnik mora pogoditi (object ball) na način da ne postoji ravna putanja do takve kugle, već suparnik mora tražiti zaobilazni put do njenoga udaranja. Takva situacija naziva se snooker, a za igrača koji se zatekao u takvoj situaciji kaže se da je snookered.
Bodovi se osim ubacivanjem kugli mogu ostvarivati tjerajući protivnika na prekršaje. Prekršaj može nastati zbog bezbrojnih razloga, od kojih su najčešći ubacivanje bijele kugle u rupu (in off), ubacivanje ili dodirivanje pogrešne kugle, promašaj svih kugli na stolu ili pak push shot, tj. guranje kugle koje nastaje neprestanim kontaktom vrha štapa i bijele kugle (kontakt vrha štapa i bijele kugle mora biti što je moguće finiji i kraći). Bodovi zarađeni od prekršaja suparnika variraju od 4 do 7, ovisno na kojoj je kugli prekršaj nastao. Prekršaji su u profesionalnom snookeru rijetki zbog vrlo visoke kvalitete igre.
Jedna igra koja se sastoji od kugli postavljenih na početnu poziciju pa do zadnje ubačene kugle naziva se frame. Dvoboj se sastoji od unaprijed određenoga broja frameova, a pobjednik je igrač ili momčad koja ostvari veći broj frameova tijekom jednoga dvoboja. Većina se amaterskih dvoboja igra na mali broj frameova, dok profesionalci na najjačim turnirima igraju i do više desetaka frameova. Finale Svjetskoga prvenstva sastoji se od najviše 35 frameova (best of 35), što znači da je pobjednik igrač koji prvi ostvari 18 frameova.
Ostala terminologija vezana uz snooker je break koji označava broj bodova koji je igrač skupio tijekom jednoga posjeta stolu (u break ne ulaze prekršaji protivnika). Sudac je zadužen za glasno izgovaranje trenutnoga breaka nakon svake ubačene kugle. Najteže je ostvariti maksimalan break od 147 bodova koji se postiže da se naizmjenično petnaest puta ubacuju crvena pa crna kugla, a na kraju sve boje po već poznatom redoslijedu. Break od 147 bodova popularno se naziva maximum ili one-four-seven.
Uobičajena oprema potrebna igračima i sucu za neometanu igru sastoji se od štapa, krede koja se koristi za vrh štapa, pomoćnih štapova (restova, koji se koriste zbog veličine stolova), trokuta za slaganje crvenih kugli te semafora koji označava stanje u frameovima, trenutačan broj bodova u frameu te iznos trenutačnoga breaka. Minimalan prostor potreban za odigravanje snookera je onaj mjera 22x16 stopa (približno 7x5 metara). Takva dimenzija prostora u kojemu je smješten stol omogućuje igračima neometanu igru, a suci imaju dovoljno prostora za kretanje. To znatno sužava broj lokacija na kojemu se snooker može neometano igrati; dok stolova za klasični biljar ima u gotovo svakom kafiću, stolovi za snooker nalaze se u više privatnom okruženju ili dvoranama isključivo posvećenima sportovima preciznosti, među kojima postoje i sale za snooker.

## Izvršna tijela i turniri
WPBSA (World Professional Billiards and Snooker Association), osnovan 1968. godine kao Professional Billiard Players' Association, najviše je tijelo u snookeru, a podružnica WPBSA-a, World Snooker, smješten u engleskom Bristolu, organizira i nadgleda apsolutno sva događadnja u profesionalnom snookeru. Od osnivanja, vodstvo WPBSA-a se prisilno mijenjalo. Sva amaterska događanja nadgleda International Billiards and Snooker Federation (IBSF).
Profesionalnim igračima dozvoljeno je natjecati se na natjecanjima koja organizira World Snooker. Bodovi zarađeni na turnirima u posljednje dvije godine određuju plasman igrača na službenoj ljestvici koju World Snooker obnavlja nakon svakoga natjecanja pod njegovim okriljem. Najbolji igrači snookera nalaze se gotovo uvijek unutar šesnaest najboljih igrača, što se naziva Top 16 (top sixteen).
Najvažnije natjecanje u profesionalnom snookeru je Svjetsko prvenstvo koje se održava svake godine od 1927. izuzevši prekide tijekom Drugoga svjetskoga rata te od 1958. do 1963. godine. Natjecanje se održava u kazalištu Crucible u engleskom Sheffieldu od 1977. godine, a glavni sponzor je od 1976. pa sve do zabrane reklamiranja duhanskih proizvoda 2005. bio Imperial Tobacco (Embassy). Novi sponzor postao je online kasino 888.com, a sponzorski ugovor traje do 2010. godine. Osim ogromnoga ugleda stečenoga osvajanjem Svjetskoga prvenstva, pobjednik biva nagrađen i nagradom od 200.000 funti. Za televizijsko prenošenje natjecanja pobrinuli su se BBC koji ga prenosi diljem Velike Britanije te Eurosport za ostatak Europe i Daleki istok.
Skupina turnira čija je važnost odmah do Svjetskoga prvenstva nazivaju se ranking tournaments, a označavaju turnire u kojima igrači nastoje ostvariti što više ranking bodova koji im osiguravaju bolje mjesto na svjetskoj ljestvici (ranking), kvalifikaciju za turnire koji se održavaju dogodine (automatsku kvalifikaciju na većini turnira ostvaruju igrači unutar 16 najboljih) i bolji ždrijeb na turniru, odnosno lakšega protivnika. Treći po važnosti su turniri na koji igrači dolaze samo s pozivnicom organizatora (invitational tournaments), a nju dobivaju redom najbolje plasirani igrači na svjetskoj ljestvici; najpriznatiji takav turnir je Masters.
U pokušaju odgovoranja kritičarima koji se žale na predugu i dosadnu izmjenu safetyja prilikom mečeva pokrivenih televizijskim prijenosom što uzrokuje probleme sponzorima, predsjednik Matchroom Sportsa, Barry Hearn, pokrenuo je alternativne turnire koji su uveli vremensko ograničenje udaraca. Najpoznatije natjecanje s vremenskim ograničenjem je Betfredov Premier League u kojem se natječe osmero najboljih igrača koji dobivaju pozivnice. Igrači imaju točno 25 sekundi za udarac uz ograničeni broj mogućnosti pozivanja time-outa kada se igrač suočava s iznimno teškim udarcem. No, ovakav sustav natjecanja nije popularan kao i natjecanja za ranking.
Postoje i druga natjecanja manje važnosti na kojima igrači ne zarađuju bodove za ranking niti postoji interes televizije za njihovo prenošenje. Takvi turniri mijenjaju se iz godine u godinu ovisno o kalendaru i sponzorima. Najpriznatije natjecanje takvoga ranga je Pontin's International Open Series.

## Najpoznatiji igrači
U profesionalnom dobu snookera koje je započelo s Joeom Davisom krajem dvadesetih godina dvadesetoga stoljeća i traje sve do danas, relativno malen broj igrača dogurao je do samoga vrha. Najpriznatiji igrači su oni koji osvajaju natjecanja i konstantno igraju na visokoj razini. Važan je i financijski aspekt; nagrade su se višestruko povećale pronalaskom bogatih sponzora, a najbolji zarade višemilijunske iznose izražene u britanskim funtama samo od novčanih nagrada zarađenih igranjem na turniru. Put do vrha je težak, a igra po svojoj prirodi zahtijeva godine posvećivanja i vježbe, uz prijeko potrebni talent.
Pojedini igrači dominirali su igrom kroz desetljeća. Ray Reardon se smatra najboljim igračem sedamdesetih, Steve Davis je osvojio apsolutno sve tijekom osamdesetih, dok je Stephen Hendry pokorio svijet snookera tijekom devedesetih godina osvojivši sedam naslova svjetskoga prvaka u tom razdoblju. No, novo tisućljeće donijelo je mnogo perspektivnih igrača i veliku konkurenciju među svjetskim vrhom. Najviše se ističe karizmatični Ronnie O'Sullivan koji je svojom izvedbom podigao popularnost igre na višu razinu.

## Vanjske poveznice
- Svjetski snooker savez
- Međunarodni svjetski savez snookera i osmice
- Party Casino Premier League Snooker  Arhivirana inačica izvorne stranice od 23. ožujka 2007. (Wayback Machine)